# Francisco I. Madero, Doctor Coss
Francisco I. Madero är en ort i Mexiko.   Den ligger i kommunen Doctor Coss och delstaten Nuevo León, i den centrala delen av landet, 700 km norr om huvudstaden Mexico City. Francisco I. Madero ligger 106 meter över havet och antalet invånare är 175.
Terrängen runt Francisco I. Madero är platt. Runt Francisco I. Madero är det mycket glesbefolkat, med 3 invånare per kvadratkilometer. Närmaste större samhälle är Aldama Estación, 0,88 km väster om Francisco I. Madero. Trakten runt Francisco I. Madero består i huvudsak av gräsmarker.